# 이사지왕
이사지왕은 금관총의 묘주로 추정되는 인물이다.
'이사지왕(尒斯智王)'이라는 이름은 사서에는 등장하지 않으며 금관총에서 발굴된 3점의 환두대도에 새겨진 명문으로부터 확인되었다. 이는 신라 무덤에서 출토된 가장 오래된 왕호이다.

## 정체
이사지왕(尒斯智王)이라는 왕명이 삼국사기, 삼국유사 및 신라 금석문에 나오지 않기 때문에 현재로는 누구인지 정확히 알 수 없다. 학자들마다 왕릉인지 유력 귀족의 무덤인지에 대해서 견해들이 엇갈리고 있으며, 명문을 통해 무덤의 피장자가 다시금 논쟁이 되고 있다. 자비 마립간, 소지 마립간, 눌지 마립간, 이사부로 보는 견해가 있다.
과거에는 금관총의 피장자를 6명의 마립간 중 한명으로 비정하기도 하였으나 최근에는 공통적으로 금관총의 규모가 신라 전기 무덤의 3군에 속하므로 마립간의 능으로 볼 수 없고 냉수리비에 나오는 ‘七王’과 같은 6부의 최고위층에 속하는 인물로 추정하는 추세이다. 또한 통계 기법을 활용한 결과 금관총의 피장자는 남성으로 비정된다.

### 이사부설
이사부와 이사지의 음운이 비슷한 점과 금관총의 피장자가 마립간이 아니며 6부의 최고위층에 속한다는 가설을 받아들여 당시 병부령, 상대등을 역임하였으며 전쟁영웅이었던 이사부를 이사지왕으로 보는 것이 합당하다는 것이다. 물론 이사지와 이사부는 어두 자음의 차이, 즉 '이(尒)'의 'ㄴ'과 '이(伊)'의 'ø'의 차이가 있지만 그 차이는 고대국어에서 뚜렷하지 않았다는 견해가 있다.
또한 그동안 연구되었던 고고학적 견해를 계승하는 시점에서 바라본다면, 이사부가 6부의 지도층 무덤인 금관총에 부장품을 전달한 것이라는 가정도 가능하며, 금관총의 절대 편년은 6세기 초로 추정할 수 있다고 주장한다.
한편 일각에서는 금관총의 묘주가 이사부이고 부장품이 사후 제작되었다고 가정할 경우, 지증왕 4년 왕호 개칭 이후 신라에서 '왕'이 국왕의 전유물로 정립됐다는 일부 견해들과 충돌하게 된다고 주장하기도 하지만 적어도 524년까지 신라 국왕을 ‘매금왕’, 부왕(副王)의 성격을 지닌 왕족을 ‘갈문왕’이라고 불렀고, 일반 왕족이나 부의 대표, 훼부와 사훼부의 핵심 지배층 역시 ‘왕’이라고 불렀다는 학계 통설과는 정면으로 대치된다.국사편찬위원회 註) 003
자비 마립간의 무덤으로 추정되는 125호분(봉황대)의 배총인 금관총의 주인이 자비 마랍간과 가까운 혈족이라는 견해와 이사부가 자비 마립간의 아들이라는 경주김씨세보의 기록 등도 이사부설을 뒷받침하는 근거로 거론된다. 그러나 이에 대해서는 소지 마립간에게 동생이 없었을 것이라는 견해 또한 존재한다.

### 눌지 마립간설
‘尒斯智王’을 신라 중성리비와 냉수리비의 사례를 들어 왕명으로 보고 ‘尒’를 훈독하여 ‘尒斯智王’을 ‘너사지왕’이라 읽고 눌지 마립간으로 추측, 금관총을 458년의 눌지 마립간릉으로 보는 견해이다. 이러한 연구는 금관총의 상대편년에 조금 더 중점을 두고 ‘尒斯智王’의 의미를 해석하려 했다는 특징이 있다.

### 자비 또는 소지 마립간설
‘尒斯智王’명 대도가 착장된 것이 아니라 피장자로부터 멀리 떨어진 곳에 부장되었기 때문에 명문대도는 이사지왕의 것이지만 금관총 피장자의 것은 아니라고 판단하고 자비 마립간이나 소지 마립간에 해당할 가능성이 있다는 견해이다.

### 기타
이사지왕의 이사(尒斯)를 인명(人名)이 아닌 이사금(尼師今)의 이사(尼師)와 같은 단어로 해석하여 '이사지왕'이 곧 '이사금'을 뜻한다는 견해이다. 이사지왕의 '왕' 또한 이사부의 이름을 달리 표기한 '이질부례지간기(伊叱夫禮智干岐)'의 '간기(干岐)'처럼 6세기 중반까지 신라 최고위층을 뜻하는 또다른 표현으로 쓰였다는 것이다. 금관가야 구형왕의 동생 탈지이질금(脫知爾叱今), 장인 분질수이질(分叱水爾叱)의 '이질' 역시 이사금·이사지의 '이사'와 같은 어휘로 추정된다. 이들 모두 왕이 아닌 인물에게 이사금이라는 호칭이 부여된 사례이다.
2024년 10월, 삼국사기 기록, 신라의 왕위 계승 등을 토대로 "봉황대의 주인공은 자비 마립간이고, 금관총의 주인공은 자비 마립간의 아들이자 소지 마립간의 동생인 이사지왕이며, 금령총의 피장자가 이사지왕의 어린 아들일 것이라는 가설이 제기되었다.